# Automated Scaling Listener
Ein Automated Scaling Listener (deutsch automatischer Skalierungsüberwacher) ist im Cloud-Computing-Bereich der Rechentechnik ein Dienst, der die Kommunikation und den Workload von anderen Diensten mittels Netzwerk- und Anwendungs-Monitoring überwacht, um Autoscaling zu ermöglichen.

## Funktionsweise
Im Falle der (bevorstehenden) Überlastung oder des Ausfalls eines Dienstes erzeugt der Automated Scaling Listener zusätzliche Instanzen des entsprechenden Dienstes (horizontale Skalierung), oder verschiebt diesen auf einen leistungsfähigeren Computer (vertikale Skalierung). Sollten hierbei vordefinierte Grenzen überschritten werden, so kann der Automated Scaling Listener auch von weiteren Instanzen absehen und einen Administrator benachrichtigen.
Klassische Automated Scaling Listener arbeiten hierbei regelbasiert und erzeugen zusätzliche Instanzen, wenn ein bestimmter Prozentsatz der Instanzen eines Dienstes über einen Schwellwert ausgelastet ist. Da das Erzeugen zusätzlicher Instanzen jedoch viel Zeit beansprucht und immer eine Reserve vorgesehen werden muss, welche viel Energie- und Rechenkapazität beansprucht, werden auch Automated Scaling Listeners eingesetzt, die maschinelles Lernen einsetzen, um eine Vorhersage über die erwartete Auslastung zu treffen.